# Domokos Jenő
Domokos Jenő (Szeged, 1840. március 1. – Enying, 1914. szeptember 26.) középiskolai tanár. 

## Életútja
Domokos Jenő és váradi Várady Ilona fia. Szegény napszámos szülők gyermeke, 16 testvér közül csak őt taníttatták szülei. A gimnázium öt osztályát a szegedi kegyesrendi főgimnáziumban végezte és 1859. augusztus 20-án a kegyesrendiek közé lépett és a próbaévet Vácon töltötte. A VI. osztályt Kecskeméten, a VII-et Kolozsvárt járta. 1862-63-ban Máramarosszigetre helyezték át tanárnak, ahol emellett a VIII. osztályt is elvégezte. 1863-64-ben Nyitrán hittanhallgató volt. Azután tanár volt Sátoraljaújhelyben (1864-65, ezen év augusztus 12-én misés pappá szentelték föl), Kecskeméten (1865-66), Kolozsvárt (1866-68), Debrecenben (1868-69), Léván (1869-70), Selmecen (1870-72), ahol a bányászati akadémia előadásait is hallgatta, Budapesten (1872-76) és itt tette le a tanári vizsgálatot is. 1876 augusztusában Nagybecskerekre küldte a rend igazgatónak és házfőnöknek; itt a rend kormányával történt összezördülés miatt 1877. szeptember 23-án a rendből kilépett, ekkor a nagykikindai gimnázium igazgatójává választották. Itt sokat kellett küzdenie a magyar tannyelv ellenségeivel, az omladinistákkal; ezen harc volt szülője sok politikai és polemikus cikkének. Elhunyt 1914 szeptemberében 76 éves korában, nyugalomra helyezték 1914. szeptember 28-án a nagykustyán-enyingi református sírkertben. Felesége Rapcsányi Anna volt.
1868-tól társadalmi, politikai és vegyes tartalmú cikkeket irt a Magyar Polgárba, Reformba, Pesti Naplóba, Nemzetbe, Szegedi Hiradóba (melynek rendes munkatársa volt), Torontálba stb.
Értekezései: Miként kell egy oly teljes köbből a köbgyököt kivonni, melynek gyöke három jegyü szám? (Az orsz. középtanodai tanáregylet Közlönye 1870-71.); A másodrendű görbék (A kegyesrendiek budapesti főgymn. Értesítője 1874.)
Álneve és jegyei: Egy lyceumi tanár, s. ö., ?, x+y és D. J.

## Munkái
- Természettan a középtanodák alsóbb osztályai használatára. Budapest, 1875.
- Elemi mértan a középtanodák felsőbb osztályai számára. II. rész. Háromszög-mértan. IV. rész. Elemző mértan a síkban. Budapest, 1876-77. (Arányi Bélával,)